# Lực G

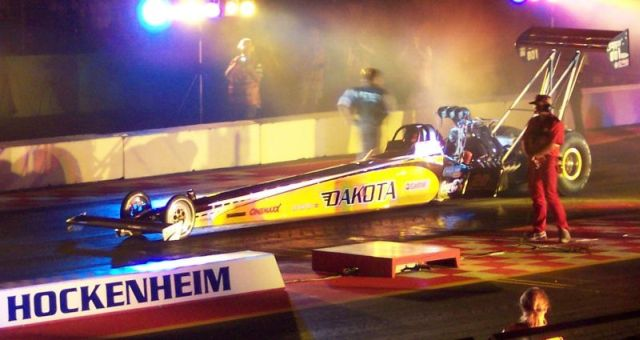
Một chiếc xe đua có thể tăng tốc từ 0 lên 160km/h trong 0.86 giây tương đương gia tốc 5.3 g

Lực g hay lực G (tiếng Anh: g-force) là một lực ảo dạng quán tính dùng để giải thích gia tốc tương đối của một vật khi đổi hướng hoặc thay đổi tốc độ so với khi rơi tự do. Đơn vị đo lực g ký hiệu là g (hoặc G). Cần phân biệt đơn vị đo lực g ký hiệu là g với gia tốc rơi tự do cũng ký hiệu là g và có giá trị bằng 9,8 m/s2. Lực G bằng 1 g tương đương với trọng lực tiêu chuẩn.
Lực G của một vật là 0 g trong một môi trường không trọng lực chẳng hạn như một vệ tinh bay xung quanh Trái Đất và là 1 g của một vật đang nằm cân bằng trên mặt đất. Tuy nhiên, lực G có thể mạnh hơn 1 g nhiều ví dụ như đối với các tên lửa hoặc tàu lượn cao tốc đang tăng tốc.